# Telemattina
Telemattina fu la prima trasmissione televisiva d'Europa ad andare in onda nella fascia mattutina. Ideata da Ettore Andenna, andò in onda nel 1979, dal lunedì al venerdì, dalle 10 alle 12,30, sull'emittente regionale Antenna 3 Lombardia. Nella stagione 1980/81 fu trasmessa da "Telemontecarlo".
Tra i conduttori vi furono, oltre allo stesso Andenna, Milly Carlucci, Maria Giovanna Massironi, Monica Limido, Angela Barcella, Diana Scapolan, Elio Andenna. A ogni nome era affidata una rubrica o un gioco. Nel 1980 il programma passò, per una sola edizione, su Telemontecarlo. Nel trasloco all'emittente monegasca si aggiunsero ad Andenna quali autori Jacques Antoine e Noel Coutisson.
Telemattina non venne più ripresa fino al 2004, quando lo stesso Andenna la riportò su Antenna 3, anche se in una versione più ridotta. Privata dell'originario autore e conduttore, la trasmissione fu poi condotta per alcune edizioni da Chiara Taormina fino a scomparire definitivamente dal palinsesto di Antenna 3.